# 조토역 (군마현)
조토역(일본어: 城東駅, じょうとうえき)은 일본 군마현 마에바시시에 있는 조모 전기 철도 조모 전기 철도 조모 선의 역이다.

## 역 구조
단선 승강장 1면 1선의 지상역으로 무인역이다.
역사는 없지만 플랫폼에 주차장이 있다.

## 역 주변
- 마니하 식품
- 마에바시 어린이 공원
  - 마에바시 시 아동 문화 센터
- 군마 현립 세타 농림 고등학교
- 마에바시 민주 상공회
- 마에바시 적십자 병원

## 역사
- 1928년 11월 10일: 이치모마치역(일본어: 一毛町駅, いっけまちえき)으로 개업.
- 1994년 4월 10일: 역명을 조토역으로 변경.

## 인접역
| ■ 조모 전기 철도 조모 선       | ■ 조모 전기 철도 조모 선 | ■ 조모 전기 철도 조모 선 |
| ------------------------------ | ------------------------ | ------------------------ |
| 주오마에바시 주오마에바시 방면 |                          | 미쓰마타 니시키류 방면   |